# Ali Al-Kaabi
Ali Majeed Hameed Al-Kaabi (ar. علي ماجد الكعبي;ur. 7 maja 1993) – iracki zapaśnik walczący w stylu klasycznym. 
Srebrny medalista igrzysk panarabskich w 2023. Brązowy medalista mistrzostw Azji w 2018; piąty w 2016 roku. Mistrz arabski w 2022 i 2023 roku.